# Limonia yellowstonensis
Limonia yellowstonensis là một loài ruồi trong họ Limoniidae. Chúng phân bố ở miền Tân bắc.